# 晏懋洵
晏懋洵（1941年—），中华人民共和国企业家、政治人物，北大方正原总裁，中国民主建国会中央委员会原常务委员、北京市委员会原副主任委员，第九届全国政协委员。